# Breetai
Breetai (in originale Vrlitwhai Kridanik) è un personaggio di fantasia della serie animata giapponese Macross, adattata negli anni ottanta in Robotech dalla statunitense Harmony Gold.
Nell'universo narrativo di Robotech, Breetai è il massimo stratega della flotta Zentradi, un popolo alieno che giunge sulla Terra agli inizi del XXI secolo con lo scopo di recuperare l'astronave l'SDF-1.
Originariamente, aveva aiutato il creatore della Protocultura, Zhor, nella ricerca dei Fiori della Vita degli Invid. Gravemente ferito durante la battaglia in cui lo stesso Zhor perde la vita, gli viene applicata sulla parte destra del volto, in prossimità dell'occhio, una pesante placca metallica.

## Caratteristiche fisiche
Come tutti gli Zentradi, è notevolmente alto (circa 11 metri e mezzo) e pesante (pressappoco 17 tonnellate). Il suo fisico, mutato geneticamente dai Signori di Robotech, è iperesistente e gli consente di affrontare combattimenti anche a mani nude nel vuoto spaziale.

## Carriera militare
Rientrato nei ranghi Zentradi alla morte di Zhor e riprogrammato di conseguenza, gli viene affidato il comando di una flotta stellare composta da circa un milione di astronavi; il suo incarico è di rintracciare la nave costruita da Zhor prima di morire, in cui lo scienziato aveva nascosto la matrice di Protocultura sottratta alcuni secoli prima alla Invid Regis.
Arrivato in orbita terrestre, ingaggia una furibonda lotta con l'SDF-1, avvalendosi di ogni possibile tecnologia e risorsa a sua disposizione. Momentaneamente sollevato dal comando in favore della Meltradi Azonia, viene reintegrato nel suo ruolo in tempo per assistere all'ammutinamento del suo equipaggio. Su consiglio del suo secondo Exedore, si allea con l'SDF-1 contro Dolza, prendendo parte alla grande battaglia stellare che vede la distruzione quasi completa della Terra e l'annientamento dell'armata Zentradi. Successivamente, prende parte alla costruzione degli SDF-2 e 3 nella Robotech Factory requisita.

## La morte
Non è chiara la circostanza della morte di Breetai. È sicuro che lui e gli Zentradi superstiti (quasi tutti micronizzati, ovvero rimpiccioliti sino a dimensioni umane) si accodino all'Ammiraglio Hunter nella ricerca di Tirol.
Ipotesi è che Breetai perda la vita in uno scontro con la Regis, nel quale la stessa madre degli Invid trova la sua fine.